# Retent
Das Retent (lat. retentus = zurück-, festgehalten) bezeichnet in der Rechtssprache ein Schriftstück, das den Verbleib einer Akte dokumentiert.
Wenn eine Akte versandt wird, beispielsweise an einen Rechtsanwalt zur Akteneinsicht, einen Sachverständigen zur Erstellung eines Gutachtens (§ 407a Abs. 4 ZPO) oder ein Rechtsmittelgericht (§ 541 ZPO), wird von der Geschäftsstelle des versendenden Gerichts oder der Staatsanwaltschaft ein Retent angelegt. Dabei handelt es sich zumeist um eine einfache, mit einem Aktenzeichen versehene Mappe. In der Regel enthält das Retent ein Aktenkontrollblatt, das den Verbleib der Hauptakte dokumentiert. Außerdem verbleiben Dokumente, die nicht mit der Akte versandt werden, als sogenannte „Überstücke“ im Retent. Wenn eine ausgeliehene Akte vorgelegt werden muss, z. B. im Rahmen einer Wiedervorlage, wird das Retent vorgelegt. In den Verwaltungsebenen des Freistaates Bayern, der Bundesagentur für Arbeit sowie der Jobcenter (gE) werden die Retente als Entnahmetafeln bezeichnet.
Retente werden nach Rückkehr der Akte aufgelöst und das entstandene Schriftgut zur Akte genommen. 
Näheres ist in den jeweiligen Aktenordnungen geregelt.